# Space Dandy
Space Dandy (スペース☆ダンディ, Supēsu Dandi) est une série télévisée d'animation japonaise produite par le studio Bones et réalisée par Shin'ichirō Watanabe et Shingo Natsume. La série est composée de deux saisons de treize épisodes. La première a été diffusée entre janvier et mars 2014, et la seconde entre juillet et septembre 2014. Dans les pays francophones, la série est diffusée en vidéo à la demande sur Netflix et sur Wakanim et à la télévision sur la chaîne Mangas, et sera éditée en DVD et Blu-ray par @Anime.
Une adaptation en manga est prépubliée entre décembre 2013 et septembre 2014 dans le magazine Young Gangan de l'éditeur Square Enix.

## Synopsis
Dans cet anime, nous suivons les aventures de Dandy, un chasseur d'Aliens, fan de la chaine de restauration BooBies et recherché par le Dr. Gel. Il est accompagné de Meow, un alien à l'apparence de chat et de QT, un robot multi-tâche. Ils parcourent la galaxie à la recherche d'Aliens rares qu'ils pourraient capturer afin de les emmener au centre d'enregistrement et de toucher le pactole. Cependant, capturer un Alien non référencé n'est pas aussi simple qu'il n'y paraît.

## Personnages
Dandy (ダンディ, Dandi)
QT
Meow (ミャウ, Myau)
Commodore Perry (ペリー提督, Perī-teitoku)
Dr. Gel (ゲル博士, Geru-hakase)
Bea (ビー, Bī)

## Anime
La marque Space Dandy a été déposée par le studio Bones en octobre 2012, après l'annonce d'un projet du réalisateur Shin'ichirō Watanabe. La série est officiellement dévoilée par Watanabe en août 2013. En plus de Shin'ichirō Watanabe, elle est réalisée par Shingo Natsume et scénarisée par Dai Sato, Keiko Nobumoto et Kimiko Ueno au sein du studio Bones.
Le premier épisode est diffusé en avant-première en Amérique du Nord dans l'émission Toonami avant de débuter au Japon le 5 janvier 2014 sur Tokyo MX et d'être rediffusée sur TV Osaka, TVA, BS Fuji et AT-X. La série compte treize épisodes. Une seconde saison est diffusée à partir du 6 juillet 2014 sur Tokyo MX.
Dans les pays francophones, les deux saisons sont diffusées en simulcast sur Wakanim, et à la télévision sur Mangas. Les coffrets DVD et Blu-ray seront commercialisés par @Anime.

### Musique
| Début    | Début       | Début            | Fin        | Fin                                              | Fin                            |
| Épisodes | Titre       | Artiste          | Épisodes   | Titre                                            | Artiste                        |
| -------- | ----------- | ---------------- | ---------- | ------------------------------------------------ | ------------------------------ |
| 1 - 26   | Viva Namida | Yasuyuki Okamura | 1 - 19, 24 | X-Jigen e Yōkoso                                 | Etsuko Yakushimaru             |
| 1 - 26   | Viva Namida | Yasuyuki Okamura | 20         | Kanchigai Ronrī Naito (かんちがいロンリーナイト) | DROPKIX                        |
| 1 - 26   | Viva Namida | Yasuyuki Okamura | 21         | WHITE HOUSE                                      | Ogre You Asshole               |
| 1 - 26   | Viva Namida | Yasuyuki Okamura | 22         | Space Dandy (スペース☆ダンディ, Supēsu Dandi)    | ZEN-LA-ROCK feat. Yomeiri Land |
| 1 - 26   | Viva Namida | Yasuyuki Okamura | 23         | Seaside Driving                                  | Sōtaisei Riron                 |
| 1 - 26   | Viva Namida | Yasuyuki Okamura | 25         | All "the thing"s i am... worried                 | Clammbon                       |
| 1 - 26   | Viva Namida | Yasuyuki Okamura | 26         | SPACE FUN CLUB                                   | ZEN-LA-ROCK feat. Yomeiri Land |

### Doublage
| Personnages     | Personnages     | Voix japonaises   | Voix françaises                                   |
| --------------- | --------------- | ----------------- | ------------------------------------------------- |
| Dandy           | Dandy           | Junichi Suwabe    | Martial Le Minoux                                 |
| QT              | QT              | Uki Satake        | Fanny Bloc (saison 1) Nathalie Bienaimé(saison 2) |
| Meow            | Meow            | Hiroyuki Yoshino  | Adrien Solis                                      |
| Commodore Perry | Commodore Perry | Banjō Ginga       | Frédéric Souterelle                               |
| Dr. Gel         | Dr. Gel         | Unshō Ishizuka    | Yann Pichon                                       |
| Bea             | Bea             | Kosuke Hatakeyama | Jean-Pierre Leblan                                |

## Adaptations
L'adaptation en manga est scénarisée par Masafumi Harada et illustrée par Park Sung-woo et Red Ice. Elle a débuté le 20 décembre 2013 dans le magazine Young Gangan. Le premier volume relié est publié par Square Enix le 25 mars 2014 et le second le 25 septembre 2014.Un second manga est publié dans le magazine numérique Suiyōbi no Sirius.
Un jeu vidéo basé sur Space Dandy et le jeu d'arcade Galaga nommé Space Galaga et édité par Bandai Namco Games sort en 2014 au Japon.